# شو إينوي
شو إينوي (باليابانية: 井上 潮音) (3 أغسطس 1997 في كاناغاوا في اليابان – )؛ هو لاعب كرة قدم ياباني سابق كان يلعب كمدافع.

## وصلات خارجية
- شو إينوي على موقع رابطة كرة القدم اليابانية للمحترفين (اليابانية)
- شو إينوي على موقع قاعدة بيانات كرة القدم.إي يو (الإنجليزية)
- شو إينوي على موقع Soccerway.com (الإنجليزية)
- شو إينوي على موقع عالم كرة القدم.نت (الإنجليزية)